# Ghara (Myagdi)
Ghara (Nepali घर; oder Ghar) ist ein Dorf und ein Village Development Committee (VDC) im Distrikt Myagdi.
Das VDC Ghara erstreckt sich über die östliche Talseite des Kali Gandaki südwestlich des Annapurna Himal.
Der Ort Ghara liegt auf einer Höhe von 1773 m. 
Auf dem Gebiet des VDC liegt die Ortschaft Ghorepani (auch Ghode Pani) mit dem nahe gelegenen 3210 m hohen Aussichtspunkt Poon Hill.  

## Einwohner
Bei der Volkszählung 2011 hatte Ghara 2471 Einwohner (davon 1085 männlich und 1386 weiblich) in 677 Haushalten.

## Dörfer und Weiler
Dana besteht aus mehreren Dörfern und Weilern. 
Die wichtigsten sind:
- Ghara (1773 m ⊙)
- Ghorepani oder Ghode Pani (2810 m ⊙)
- Khibang (2050 m ⊙)